# NGC 861
NGC 861 est une vaste galaxie spirale située dans la constellation du Triangle. Sa vitesse par rapport au fond diffus cosmologique est de 7 964 ± 17 km/s, ce qui correspond à une distance de Hubble de 117,5 ± 8,2 Mpc (∼383 millions d'al). NGC 861 a été découverte par l'astronome prussien Heinrich d'Arrest en 1865.
La classe de luminosité de NGC 861 est II et elle présente une large raie HI.
À ce jour, huit mesures non basées sur le décalage vers le rouge (redshift) donnent une distance de 105,125 ± 5,809 Mpc (∼343 millions d'al), ce qui est légèrement à l'extérieur des valeurs de la distance de Hubble. Notons cependant que c'est avec la valeur moyenne des mesures indépendantes, lorsqu'elles existent, que la base de données NASA/IPAC calcule le diamètre d'une galaxie et qu'en conséquence le diamètre de NGC 861 pourrait être d'environ 54,2 kpc (∼177 000 al) si on utilisait la distance de Hubble pour le calculer.